# Agostino Casotti
Agostino Casotti, noto anche come Agostino di Traù (in croato: Augustin Kažotić; Traù, 1260 circa – Lucera, 3 agosto 1323), fu un religioso dalmata appartenente all'ordine domenicano; divenne vescovo di Zagabria e quindi di Lucera; è venerato come beato dalla Chiesa cattolica e la sua festa liturgica viene celebrata il 3 agosto.

## Biografia

### I primi anni
Nato da una famiglia patrizia di Traù, in Dalmazia, entrò nell'Ordine dei frati predicatori a 15 anni. Dopo alcuni anni di permanenza a Spalato, nel 1286 fu mandato a Parigi per perfezionare i suoi studi. Al ritorno combatté energicamente l'eresia dilagante in Bosnia e strinse cordiale amicizia con l'ex Maestro dell'Ordine, Niccolò Boccasini, Legato Pontificio in Ungheria, e futuro papa Benedetto XI. Contemporaneo al beato fu il breve Pontificato di Celestino V, incoronato il 29 agosto poi presto dimissionario il 13 dicembre 1294, affinché il potere temporale della Chiesa, espressione dei suoi più prestigiosi cardinali, si richiamasse più fermamente a una politica vicina agli Angioini della Francia.

### Vescovo di Zagabria
Niccolò Boccasini, legato pontificio, nel 1303, nominò e consacrò personalmente Agostino, vescovo di Zagabria. Le lotte interne per la successione al trono e le prepotenze dei nobili desolavano quella diocesi e per venti anni Agostino si distinse per lo zelo pastorale. Secondo lo storico Baltazar Adam Krčelić, mentre la cattedrale di Zagabria era in costruzione nel 1312, ci fu una siccità, e che con l'intercessione del vescovo, nell'attuale piazza Ban Jelačić sgorgò una fonte d'acqua, nota come Manduševac, sistemata negli ultimi anni. Nel 1322 oscuri intrighi misero Agostino in cattiva luce presso il re Caroberto, il quale, approfittando di una sua assenza da Zagabria, non gli permise di fare più ritorno nella sua sede vescovile.

### Vescovo di Lucera

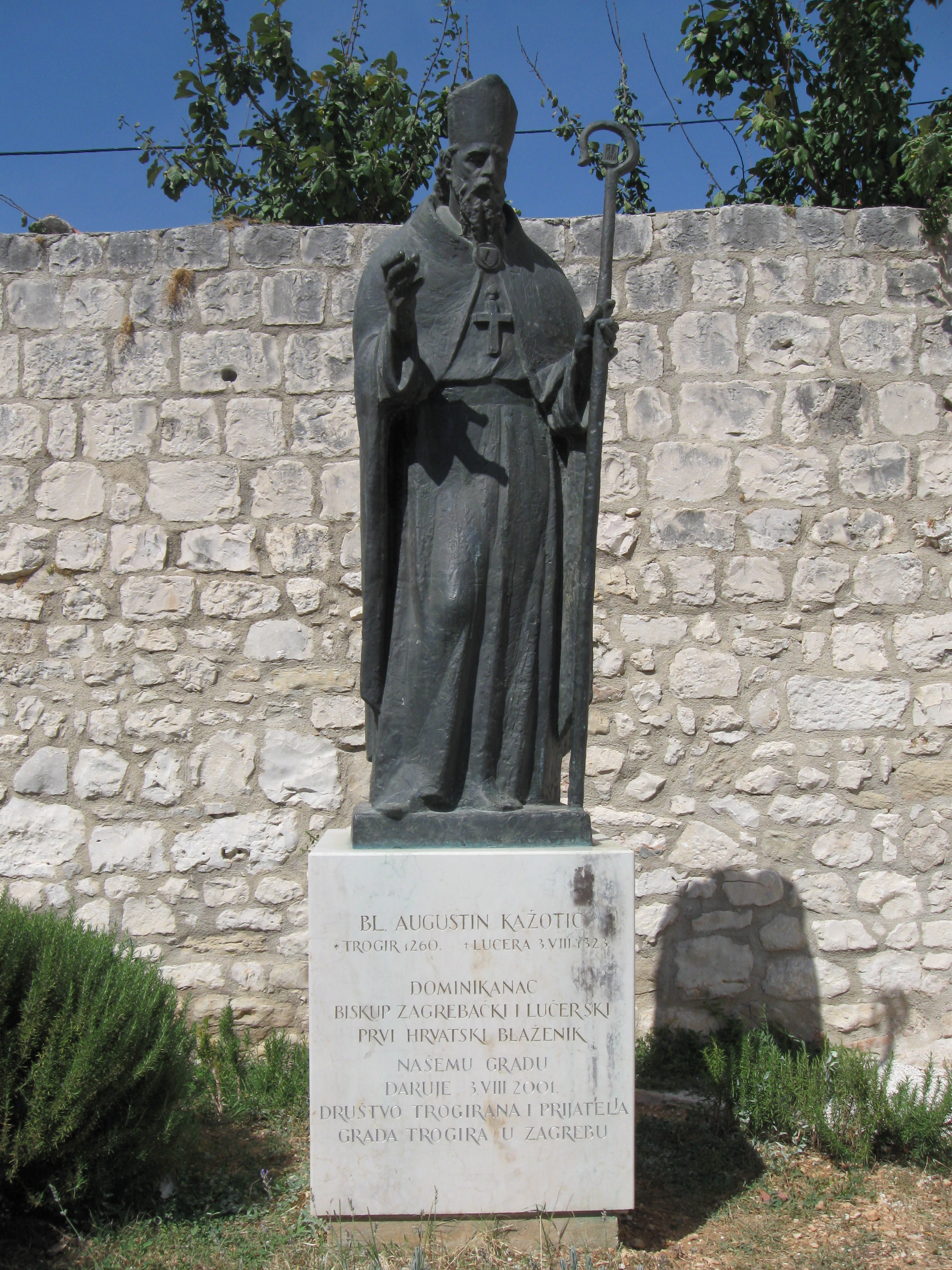
Statua di Agostino Casotti

Dal 1317 al 1322 il vescovo fu infatti ospite della Curia papale ad Avignone, dove ebbe modo di distinguersi per le sue conoscenze teologiche e dottrinarie, e dove scrisse due dissertazioni (sulla magia e sulla povertà di Cristo e degli apostoli). Per accondiscendere al desiderio di Roberto d'Angiò, re di Napoli, papa Giovanni XXII trasferì Agostino a Lucera, in Puglia.
In città, che da pochi anni aveva mutato il nome di Luceria Saracenorum in quello di Città di Santa Maria (1300), erano ormai ultimati i lavori della Cattedrale ed erano presenti diversi ordini mendicanti con i relativi monasteri.
Persona slanciata, portamento nobile, tratto gentile e affabile, aspetto ieratico, la tradizione vuole che Agostino si interessò anche della cura materiale della città: a lui si vogliono attribuire l'inizio della costruzione del nuovo episcopio, la creazione di un orfanotrofio femminile, il restauro della chiesa di Santa Maria della Tribuna, la fondazione dell'ospedale delle Cammarelle, la ricostruzione e l'ampliamento, dietro sollecitazione a Roberto d'Angiò, della cinta muraria. Non esistono comunque prove documentarie o materiali della paternità di tutte queste strutture da parte del Vescovo e persino dall'Archivio Diocesano di San Nicola di Bari, diretto tra l'altro da un padre domenicano, hanno escluso che ci possano essere legami con Agostino. 

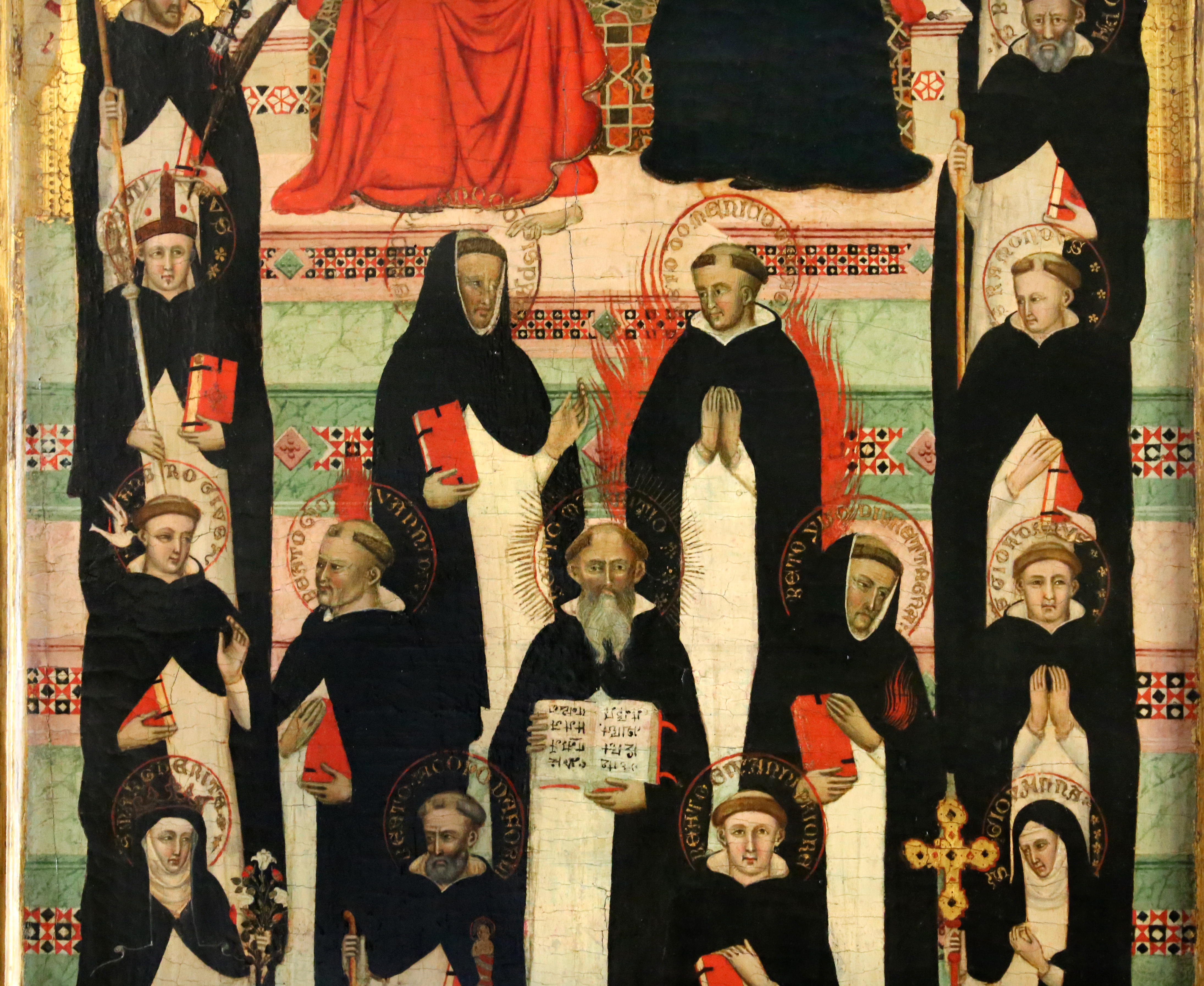
Tavola del beato Maurizio d'Ungheria (santi e beati domenicani al cospetto di Gesù e Maria in trono). Raffigurato sulla sinistra e con la mitra Agostino, vescovo di Lucera. 1335-40

Venne sorpreso dalla morte il 3 agosto 1323. Nel Museo diocesano di Lucera se ne conservano il camice di lino con ricami, la stola e il cappello.

## Il culto e la reliquia del cranio
Con delibera del 17 agosto 1668, il vescovo viene proclamato Protettore della città di Lucera. Con bolla pontificia del 4 aprile 1702, papa Clemente XI lo proclamò beato.
In quell’anno (l’anno santo 1700) papa Innocenzo XII  approvò il culto del b. Agostino di Dalmazia dell’ Ordine dei predicatori, vescovo pria di Zagabria, poi di Lucera.
Il processo di canonizzazione è in corso.
Diverse sono le reliquie conservate a Lucera del beato: presso il Museo diocesano, il camice di lino con ricami, la stola e il cappello; all'interno della Basilica Cattedrale, varie reliquie, in un'urna conservata nella Cappella Gagliardi, e il cranio, in un busto ligneo, conservato nella medesima cappella.
Il busto reliquiario venne realizzato in legno con la testa argentea nel 1563, ma il 18 marzo 1983 la testa venne trafugata e il 1º dicembre 1995 fu inaugurata la nuova testa d'argento ad opera di Scarinzi. Tale busto fu da subito oggetto di pubblica venerazione, tant'è che veniva condotto per le vie cittadine in caso di calamità naturali per richiedere la protezione del beato. A tal proposito, va citato un evento prodigio che, secondo la tradizione, sarebbe avvenuto durante una tempesta nel Settecento: alcuni testimoni sostennero di aver visto comparire il vescovo fra le nuvole, mentre le spingeva lontano da Lucera. Tale episodio è dipinto sulla tela del Beato Agostino Casotti di Vincenzo Lambiasi (secolo XVIII), conservata nella chiesa di San Domenico a Lucera.
La reliquia del cranio presenta un'evidente lesione, apparentemente causata da una ferita di arma da taglio. Alcuni autori sostengono che tale ferita sia la causa della morte, da ricondurre ad un ipotetico agguato da parte dei saraceni. A tal proposito, va tenuto presente che, nel 1286 Agostino, in viaggio verso Parigi, nei pressi di Pavia, subì una feroce aggressione da parte di alcuni sicari dei conti Casati che uccisero il suo compagno di studi, fra Giacomo Orsini; di conseguenza, potrebbe essere questa la vera causa della lesione cranica.

## Genealogia episcopale
La genealogia episcopale è:
- Papa Benedetto XI
- Vescovo Agostino Casotti